# 羊令野
黄仲琮（1923年1月20日—1994年10月4日），笔名羊令野、必也正、田犁、予里，安徽泾县人，台湾现代派诗人、散文作家。

## 生平
出身于中产阶级家庭。1948年自政战学校研究班毕业。有三十多年的创作经验。15岁从左杏邨先生习诗词，21岁从书法家许成尧作翰墨游，兼修诗学，22岁开始接触新文学转而研习新诗。青年时代，考入中央政治学校，从事军方文艺工作，曾编辑《浙西周报》、《兰溪导报》，在《兰溪报导》上创办《诗阵地》周刊等。
1949年，隨軍自舟山赴台湾，主编《前进报》。1956年与叶泥、郑愁予等在嘉义《商工日报》上创办《南北笛》诗刊。1957年，在《青年战士报》上创办《诗队伍》周刊。1959年，调国防部任职。1970年，发起组建诗宗社。1968年，任國軍戰鬥文藝工作隊詩歌隊隊長，7月7日创办《诗队伍》周刊。1976年，出任台湾画刊社社长。未久退役。军中服务达31年之久，退伍时官至上校。
1982年，《现代诗》复刊，出任首任社长。
著作有诗集《血的告示》、《贝叶》，散文集《感情的画》、《回首叫云飞起》、杂文集《必也正杂文》，评论集《千手千眼》等。出版的诗集有《贝叶》（1968）、《羊令野自选集》（1979）等。
羊令野早期的诗作以抒情、写实为主，来台之後，诗风蜕变，《贝叶》就是这一阶段的作品。羊令野十分重视锻炼字句的功夫，同时他也尝试赋予古典词汇以新意。他的散文，如他字己所说“仍脱离不了诗的节奏旋律”，内容也是以咏物、抒怀、叙志为主。
除诗文以外，羊令野在书法上也独树一格，1974年，他与庄严、傅狷夫、汪中、于还素、戴兰村等人组成「忘年书展」。
1994年10月4日，病逝于台北。

## 主要作品
- 《贝叶》（1968年）
- 《羊令野自选集》（1979年）

### 註腳
1. 1 2 3  文訊雜誌社. . 台灣文學照片.
2. ↑  陳令洋. . 文訊. 2018, (394): 107-114.
3. ↑  張默. . 台灣文學辭典資料庫.